# امین‌ابهاوی
امین‌ابهاوی (به انگلیسی: Amminabhavi) یک روستا در هند است که در کارناتاکا واقع شده‌است.

## خصوصیات
امین‌ابهاوی ۱۰٬۸۸۹ نفر جمعیت دارد.